# でこぼこポン!
『でこぼこポン!』は、NHK Eテレで2022年4月5日からレギュラー放送されている、発達障害などの子のサポートを目的とした学校放送番組。

## 概要
発達障害などの子が、社会生活で大切なスキルを学べる番組として放送。
発達にでこぼこがある子供によくあるシチュエーションをドラマ形式で学び、様々なコーナーを通して発達をサポートする。ドラマでは、発達に関することで起きたトラブルをでこりんの発明品で解決するといった内容になっている。

## 放送時間
いずれも日本時間。
- 2022年度（通年）[1]
  - 本放送：火曜日 8:35 - 8:45
  - 再放送：木曜日 7:20 - 7:30
- 2023年度（通年）[2]
  - 本放送：火曜日 8:25 - 8:35
  - 再放送：木曜日 7:20 - 7:30
- 2024年度（通年）[3]
  - 本放送：火曜日 8:35 - 8:45
  - 再放送：木曜日 7:20 - 7:30

## 登場人物
でこりん（鳥居みゆき）
山の上の研究所にて発明をしている。じっとするのが苦手。トラブルを解決するための発明をする。
ぼこすけ（猪股怜生）
でこりんと友達の小学生。発明所のよく遊びに来る。集中しすぎることが悩み。
ポン（声：河合郁人）
ぼこすけの持っていたネコのおもちゃ。でこりんにより修理された。二人にアドバイスをする。
モッポン（声：吉岡里帆）
2024年度放送分から登場。ある時から急に動き始めたでこりんの発明品。ポンと違ってアドバイスの内容を忘れたりする。
ばるこ（声：合原明子アナウンサー）
地下に住むモグラ。「モグチャンネル」という動画を配信する。
ストレッチマンレッド（ちゅうえい）
「ストレッチマンV」に登場したストレッチマン。体を動かす運動を教えてくれる。